# Candide (1865)
Pour les articles homonymes, voir Candide (homonymie).
Candide est un journal français fondé par Jules Viette, Gustave Tridon et Auguste Blanqui le 3 mai 1865.

## Historique
Candide est fondé par Gustave Tridon et Auguste Blanqui le 3 mai 1865. Il paraissait le mercredi et le samedi de chaque semaine, et coûtait 5 centimes.
Les principaux collaborateurs du journal Candide furent : Blanqui, Tridon, Villeneuve, Vaissier, Watteau, Marchand, Viette, Verlière, Sumino.